# 小行星5591
小行星5591（英語：5591 Koyo）是一颗围绕太阳公转的小行星。1990年11月10日，浦田武在清水町发现了此天体。
这颗小行星的绝对星等为190.9398316035072等。